# Le Mourillon

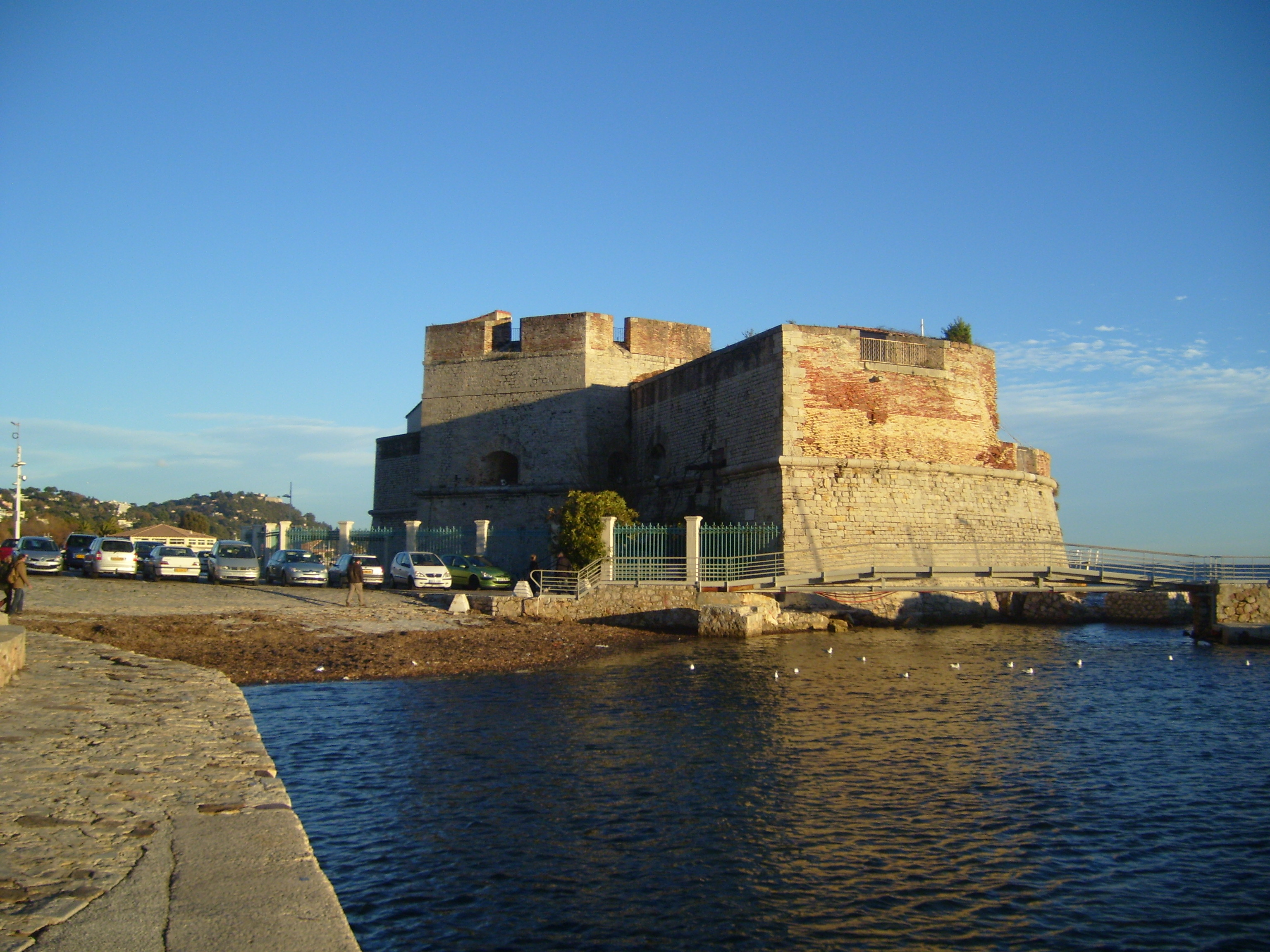
Fort St Louis en Le Mourillon

Le Mourillon es una pequeña vecindad de playa al este de la ciudad francesa de Toulon, cerca de la entrada de la rada. Fue una vez un pueblo pesquero, y después se convirtió en el hogar de muchos de los oficiales de la flota francesa y parte del puerto militar de Toulon. Mourillon tiene un pequeño puerto pesquero, al lado de una fortaleza del siglo XVI, la fortaleza de "Saint Louis", que fue remodelada por Vauban. En los años 70 la ciudad de Toulon construyó una serie de playas arenosas abrigadas en Le Mourillon, que son hoy muy populares entre el Toloneses y entre las familias navales. El museo del arte asiático está situado en una casa en la línea de costa cerca de la fortaleza St. Louis. 

## Historia
Inicialmente, "Le Mourillon" designaba una zona más extensa que el actual barrio y se extendía por zonas pantanosas de la desembocadura del río Eygoutier en la pequeña rada (actual Puerto Comercial) hasta la cornisa a lo largo de la gran rada pasando por "La Mitre" (actual barrio). Antes del siglo XVIII, allí solamente tenían nada más que unas pocas viviendas. Entonces había un antiguo cementerio turco (galeotes) así como una pudriduría. Los terrenos se utilizaban principalmente como jardines y viñedos, los pescadores se dedicaban a su actividad sobre la cornisa. Había también una mina de carbón. 
Como los aluviones transportados por el río Eygoutier tenían tendencia a enarenar el acceso a la dársena del puerto de Toulon, el río se desvió en la ampliación del arsenal en 1680 por Colbert. El nuevo lecho del río entonces daba la vuelta a las alturas del Mourillon para ir a desembocar no lejos del fuerte "Saint Louis".

## Puntos de interés
- Jardín de Aclimatación de Le Mourillon

## Deportes
- Union sportive du Mourillon club de rugby en XV.
- Cadets 2006/2007 Demi-Finalistes Teulière B
- Cadets 2007/2008 Eliminated in the 16éme of Final Teulière B